# Europamästerskapen i fälttävlan 2015
Europamästerskapen i fälttävlan 2015 arrangerades vid Blair Castle, Skottland den 10 september till 13 september 2015. Tävlingen var den 32:a upplagan av Europamästerskapen i fälttävlan. 
Tävlingen var sista möjligheten att kvalificera ett lag i fälttävlan till OS 2016 i Rio de Janeiro, kvalificering till lagtävlingen ger även kvalificering till den individuella tävlingen. Frankrike och Sverige lyckades genom sin tredje respektive femte plats kvalificera sig till OS 2016.

## Terrängbanan
Banan var 5874 meter lång och skulle ridas med ett tempo på 570 meter per minut vilket gav en optimaltid på 10 minuter och 13 sekunder. Banan hade 29 hinder med totalt 40 språng. Banbyggare var den skotske fälttävlansryttaren Ian Stark som under sin aktiva karriär har vunnit medaljer i OS, VM och EM samt har vunnit Badminton Horse Trials tre gånger.

## Resultat
| Placering | Ryttare                | Häst            | Land |
| --------- | ---------------------- | --------------- | ---- |
| 1         | Michael Jung           | Fischer Takinou | GER  |
| 2         | Sandra Auffarth        | Opgun Louvo     | GER  |
| 3         | Thibaut Vallette       | Qing du Briot   | FRA  |
| 23        | Sara Algotsson Ostholt | Reality 39      | SWE  |
| 31        | Anna Nilsson           | Luron           | SWE  |
| 39        | Louise Svensson Jähde  | Viva            | SWE  |
| 40        | Niklas Lindbäck        | Cendrillon      | SWE  |
| Ute       | Johan Lundin           | Johnny Cash     | SWE  |

| Placering | Land           |
| --------- | -------------- |
| 1         | Tyskland       |
| 2         | Storbritannien |
| 3         | Frankrike      |